# Nomioides monticola
Nomioides monticola är en biart som beskrevs av Pesenko 1983. Nomioides monticola ingår i släktet Nomioides och familjen vägbin. Inga underarter finns listade i Catalogue of Life.